# Beauvois-en-Vermandois
Beauvois-en-Vermandois is een gemeente in het Franse departement Aisne (regio Hauts-de-France) en telt 306 inwoners (1999). De plaats maakt deel uit van het arrondissement Saint-Quentin.

## Geografie
De oppervlakte van Beauvois-en-Vermandois bedraagt 7,6 km², de bevolkingsdichtheid is 40,3 inwoners per km².

## Demografie
Onderstaande figuur toont het verloop van het inwonertal (bron: INSEE-tellingen).
Vanwege een beveiligingsprobleem met de MediaWiki Graph-software is het momenteel niet mogelijk deze grafiek weer te geven. Zodra de software is bijgewerkt zal de grafiek vanzelf weer zichtbaar worden.